# هامرسميث وفولام (دائرة انتخابية في المملكة المتحدة)
هامرسميث وفولام  (بالإنجليزية: Hammersmith and Fulham)‏ هي إحدى الدوائر الانتخابية في المملكة المتحدة الممثلة في مجلس العموم في برلمان المملكة المتحدة.
عضو البرلمان الذي يمثلها حالياً هو :Mr Greg Hands (Con).